# مايا-ليجيا نايلور
مايا-ليجيا نايلور (بالإنجليزية: Mya-Lecia Naylor)‏ (6 نوفمبر 2002 في وركشير - 7 أبريل 2019 في لندن)؛ ممثلة، وعارضة، ومغنية من المملكة المتحدة.

## الوفاة
توفيت نايلور في 7 أبريل 2019 بعد تدهور صحتها. وتحقق محكمة كرويدون كورونر في سبب وفاتها.

## روابط خارجية
- مايا-ليجيا نايلور على موقع IMDb (الإنجليزية)
- مايا-ليجيا نايلور على موقع قاعدة بيانات الفيلم (الإنجليزية)